# 한울반도체
주식회사 한울반도체는 대한민국의 방산장비 사후관리 전문 기업이다.

## 역사
삼성테크윈 A/S 센터 분사를 통해 종합군수지원(ILS) 전문업체로 창립되었다.
2024년에는 운영자금 등 약 170억원을 조달하고자 주식회사 한울소재과학(610만주), 주식회사 오브리옹(260만주) 등을 대상으로 주당 1천 957원에 제3자 배정 유상증자를 하였다.

## 사업장 현황
- 본사: 경기도 군포시 고산로 166, SK벤티움 104동 1001호
- 안산공장: 경기도 안산시 단원구 엠티브이4로 48번길 35 (목내동)